# Weiersbach (Elbbach)
Der Weiersbach ist ein gut drei Kilometer langer, orografisch rechter und westlicher Zufluss des Elbbachs in der Ortschaft Hadamar im mittelhessischen Landkreis Limburg-Weilburg.

## Geographie

### Verlauf
Der Weiersbach entspringt dicht östlich der hessisch-rheinland-pfälzischen Grenze auf einer Höhe von etwa 241 m ü. NHN. Er fließt durchgängig in östlicher Richtung. 
Zunächst durchfließt er den gesamten Wald des Stadtteils Niederhadamar in dessen nördlicher Hälfte und ist dort trotz seiner geringen Größe zum Teil deutlich eingeschnitten. Nach rund 1,5 Kilometern verlässt das Gewässer den Wald. Dort speist er mehrere künstlich angelegte Weiher, deren größter rund 2,5 Hektar misst. Für die folgenden rund 300 Meter wird der Weiersbach in einem nur noch sanft eingeschnittenen Talgrund von einem schmalen Gürtel aus Auengehölzen begleitet. Im Bereich des Freibads von Hadamar ist der Bach verrohrt und knickt leicht südöstlich ab. Zwischen den aufgelassenen Steinbrüchen der Gemarkung Hexenschlucht setzt sich der Bachlauf für rund 350 Meter mit starkem Gefälle und felsigem Bachbett fort, wendet sich wieder nach Nordosten und wird am Straßenrand der Alten Chaussee erneut verrohrt. 
Für die letzten rund 200 Meter verläuft der Weiersbach unterirdisch und mündet in der Nähe des Bahnhofs Hadamar unmittelbar aus dem Rohrauslass auf 130 m ü. NHN rechtsseitig in den Elbbach.
Aus dem Höhenunterschied von 111 Metern errechnet sich ein mittleres Sohlgefälle von 34 ‰.

### Zuflüsse
- Malmeneicher Bach (rechts), 1,9 km

### Flusssystem Elbbach
- Liste der Fließgewässer im Flusssystem Elbbach